# Phrynonax shropshirei
Phrynonax shropshirei — вид змій родини полозових (Colubridae). Мешкає в Центральній і Південній Америці.

## Поширення і екологія
Phrynonax shropshirei мешкають в Коста-Риці, Панамі, Колумбії, Венесуелі і Еквадорі. Вони живуть у вологих тропічних лісах. Ведуть деревний спосіб життя.